# شهرداری گلادزور
شهرداری گلادزور یک منطقهٔ مسکونی در ارمنستان است که در استان وایوتس‌جور واقع شده‌است. شهرداری گلادزور ۱۳۱ کیلومتر مربع مساحت و ۵٬۲۲۰ نفر جمعیت دارد.